# Milburn (Oklahoma)
Milburn – miasto w Stanach Zjednoczonych, w stanie Oklahoma, w hrabstwie Johnston.